# Union Sportive du Littoral de Dunkerque
Union Sportive du Littoral de Dunkerque (del francés: Union Sportive du Littoral de Dunkerque) es un club de fútbol francés de Dunkerque que milita en la Ligue 2, la segunda liga de fútbol más importante del país. Cuenta también con un equipo femenino.

## Historia

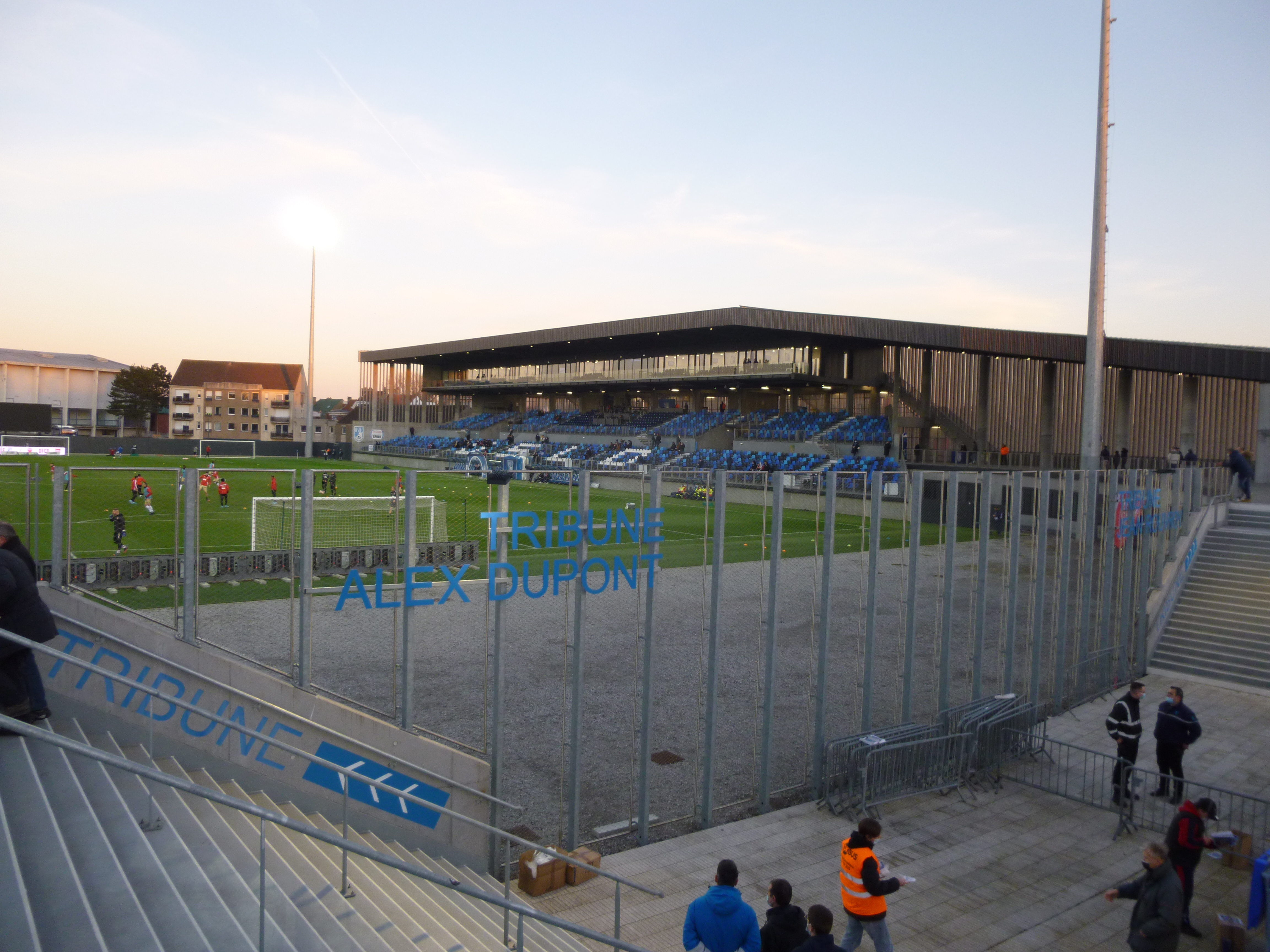
Stade Marcel-Tribut.

Fue fundado en el año 1909 en la ciudad de Dunkirk, nunca ha jugado en la Ligue 1, fue semifinalista de la Copa de Francia en 1929 y tiene relación con el equipo inglés Dartford FC.
Es recordado por el futbolista belga Jean-Marc Bosman que en el año 1990 se le venció el contrato con el RFC Liège y tenía pensado fichar por el USL Dunkerque al terminar su contrato, el equipo en ese entonces jugaba en la Ligue 2, pero el RFC Liège bloqueó el traspaso, lo que causó que en 1995 el jugador demandara al RFC Liège en la Corte de Justicia Europea, la cual creó la llamada Ley Bosman, la cual hace un trato más justo para los jugadores en términos salariales y de libertad para jugar con quien quieran.
En 2025 el equipo logró eliminar al Lille O.S.C en Octavos de la Copa Francia y eliminar así mismo al Stade Brestois  en cuartos para alcanzar por primera vez en su historia las semifinales del certamen. En esa fase cayeron derrotados por el Paris Saint-Germain con un marcador de 2-4, luego de encontrarse arribar en el marcador por una ventaja de dos goles sobre los parisinos, cerrando de esa forma una actuación histórica para el club.

## Palmarés
- CFA Grupo A: 1

2012/13
- DH Grupo Nord-Pas-de-Calais: 1

1960

## Jugadores

### Jugadores destacados
- Kambur
- Alex Thérot
- Pierre Issa
- José-Karl Pierre-Fanfan
- Bruce Bannister (1980–82)
- Matt McKenzie
- Jocelyn Blanchard
- Jerzy Musiałek